# Béisbol en Nicaragua
El deporte del béisbol (baseball en inglés) en Nicaragua es considerado "el deporte Rey" porque es el más popular y de concurrencia masiva en todo el territorio nicaragüense, siendo prácticado por personas de todas las edades y géneros.
El dirigente deportivo más significativo para el desarrollo del béisbol en Nicaragua ha sido Carlos García Solórzano quien fue el fundador de sus principales estructuras organizativas y el responsable del nacimiento del béisbol federado en el país y reconocido como el principal gestor de la incorporación de este deporte en el programa de los Juegos Olímpicos de Verano.

## Historia
El béisbol fue introducido en Nicaragua a finales del siglo XIX en la Costa del Caribe por Albert Addlesberg, proveniente de Estados Unidos. Esté les enseñó a los habitantes de la ciudad puerto de Bluefields cómo jugar béisbol en 1889.
En la Costa del Pacífico fue introducido hasta en 1899 cuando un grupo de estudiantes provenientes de universidades estadounidenses formó "la Sociedad de Recreo" donde se jugaban varios deportes, siendo el béisbol el más popular entre ellos. Comenzó a ejecutarse en espacios privados de Managua y de Granada para luego practicarse en espacios públicos como el Campo de Marte capitalino. El ferrocarril permitió que la ejecución del béisbol se propagara por el Pacífico nicaragüense desde Corinto hasta la ciudad de Granada.

### Serie del Atlántico
En mayo de 1952 inició el proyecto de la Serie de Béisbol del Atlántico siendo sus promotores Alex Narváez, Tito Tejada, Sebastián Arana, Francisco Morales y Francisco Pinell, quienes impulsaron la iniciativa de realizar juegos entre los equipos de béisbol Campeones de los municipios del entonces Departamento de Zelaya.
Según el libro de Actas, el torneo se denominaría "Serie del Atlántico" con su respectivo "Congresillo Deportivo".
Desde 2017 se llama "Serie de Béisbol del Caribe Nicaragüense".

### Federación Nicaragüense de Béisbol Aficionado (FENIBA)
La Federación Nicaragüense de Béisbol Aficionado (FENIBA) fue oficialmente fundada en 1958 pero se inició a gestar en 1957 cuando Nicaragua se afilió al béisbol organizado en agosto de ese mismo año.

### Pequeñas Ligas
Para 1962 se estableció la organización de las Pequeñas Ligas de Béisbol afiliadas a Williamsport. Este mismo año la Selección Nacional Infantil ganó el Campeonato Latinoamericano de Béisbol de Pequeñas Ligas.

### Béisbol de primera división
A partir de 1970, se organizaron los campeonatos nacionales de Béisbol de Primera División en Nicaragua.

### División
Posterior al terremoto ocurrido en la ciudad capital de Nicaragua, Managua el 23 de diciembre de 1972, a raíz de desacuerdos de los equipos con la mayoría de los miembros que participaban en la FENIBA, surge la Liga de Béisbol Amateur de Primera División "Esperanza y Reconstrucción". Los fundadores de esta liga surgieron principalmente de los representantes de equipos de primera división como eran Luis Rivas Leiva por el Flor de Caña, César Augusto Lacayo y Heberto Portobanco por el Granada, Coronel Aurelio Somarriba por el Cinco Estrellas, Luis Alfredo Gómez Velásquez representando a la Asociación Independiente de Anotadores (AIDA) y a varias organizaciones de árbitros.
La FENIBA, aunque debilitada , continuó funcionando dirigida por Carlos García Solórzano, con su personería jurídica, y algunos equipos gozando del respaldo del Presidente de la República de entonces, Anastasio Somoza Debayle. Era evidente que los mejores peloteros se trasladaron a la Liga Esperanza y Reconstrucción.
Con el fin de lograr la afiliación y participación de estos equipos a nivel internacional, era necesaria la creación de una Corporación Nicaragüense de Béisbol Aficionado (CONIBA) que fuese representativa de los mejores peloteros y equipos del béisbol nicaragüense, lo cual se hizo como una necesidad legal con todas las condiciones del caso.

### Período revolucionario (1980-1989)
La FENIBA fue la encargada de organizar el Campeonato Nacional de Béisbol de Primera División "Comandante German Pomares Ordoñez" con la participación de hasta 17 equipos representativos de todos los departamentos del país, con Managua teniendo dos equipos.

### Período de gobiernos neoliberales (1990-2007)
La FENIBA continuo, ahora organizando el "Campeonato Nacional de Béisbol de Primera División" pero reduciendo el número de equipos participantes, pero siempre Managua teniendo dos equipos.

## Actualidad
El Instituto Nicaragüense de Deportes (IND) es la institución encargada de impulsar, normar, coordinar, promover y fomentar la práctica de las actividades deportivas, de educación física y recreación en todo el país, así como la construcción y mantenimiento de la infraestructura necesaria para tales fines, lo mismo para la organización y buen funcionamiento de asociaciones y federaciones deportivas y recreativas, con el apoyo de la comunidad nacional e internacional.
La FENIBA (Federación Nicaragüense de Béisbol Aficionado) es la entidad rectora y organiza el Campeonato Nacional de Béisbol de Primera División con la participación de equipos representativos de los 15 departamentos y 2 regiones autónomas del país. Con jugadores de estos equipos se conforma la Selección nacional de Béisbol que representa al país en las competiciones internacionales más importantes organizadas por la IBAF y la COPABE. El equipo nacional goza de una tradición fuerte en el ámbito del béisbol aficionado mundial con varios subcampeonatos conquistados.
Ha producido jugadores que han logrado ser parte de las Ligas Mayores pero el más notable es Dennis Martínez, el primer jugador del béisbol de Nicaragua en las Grandes Ligas. Él se convirtió en el primer lanzador latino que lanzó un juego perfecto, el décimo tercero en la historia de las Ligas Mayores, contra el equipo Los Angeles Dodgers el 27 de julio de 1991.
Desde hace unos años, un grupo de empresarios ha organizado la llamada Liga Nicaragüense de Béisbol Profesional (LNBP) de categoría Doble A, en la cual participan equipos conformados por jugadores profesionales, tanto nacionales como extranjeros, que provienen del sistema de Ligas Menores de los Estados Unidos de América o de las ligas profesionales de República Dominicana, Puerto Rico y Venezuela.

## Roberto Clemente
En el pueblo nicaragüense, el nombre de Roberto Clemente como figura máxima del béisbol latinoamericano (por su carisma y liderazgo) en las Grandes Ligas, está asociado a su gesto humanitario y de solidaridad al asumir riesgos que lo llevaron a la muerte, cuando traía ayuda de primera necesidad después del terremoto del 23 de diciembre de 1972. En su honor el estadio de béisbol de la ciudad de Masaya lleva su nombre.
El 10 de mayo de 2013 el gobierno de Nicaragua inauguró el Estadio Infantil Roberto Clemente situado en el Parque Luis Alfonso Velásquez Flores, en el antiguo centro de Managua, ciudad a la cual se dirigía con ayuda humanitaria y que terminó en la tragedia que acabó con su vida.
Todos los años en la fecha de su deceso (31 de diciembre de 1972) los medios de comunicación nacionales de todos los ámbitos (TV, radio y periódicos) publican reseñas sobre su vida y carrera deportiva tan admirada.